# تئوبالد دوم ناوار
تئوبالد دوم ناوار (باسکی: Tibalt II.a؛ c. 1238 – ۴ دسامبر ۱۲۷۰)، پادشاه ناوار و دوک شامپانی و بری که از سال ۱۲۵۳ تا ۱۲۷۰، زمان مرگش حکومت کرد. وی در جریان جنگ صلیبی هشتم شرکت داشت.